# Bolbocaffer exasperans
Bolbocaffer exasperans är en skalbaggsart som beskrevs av Louis Albert Péringuey 1908. Bolbocaffer exasperans ingår i släktet Bolbocaffer och familjen Bolboceratidae. Inga underarter finns listade.